# Przywilej koszycki

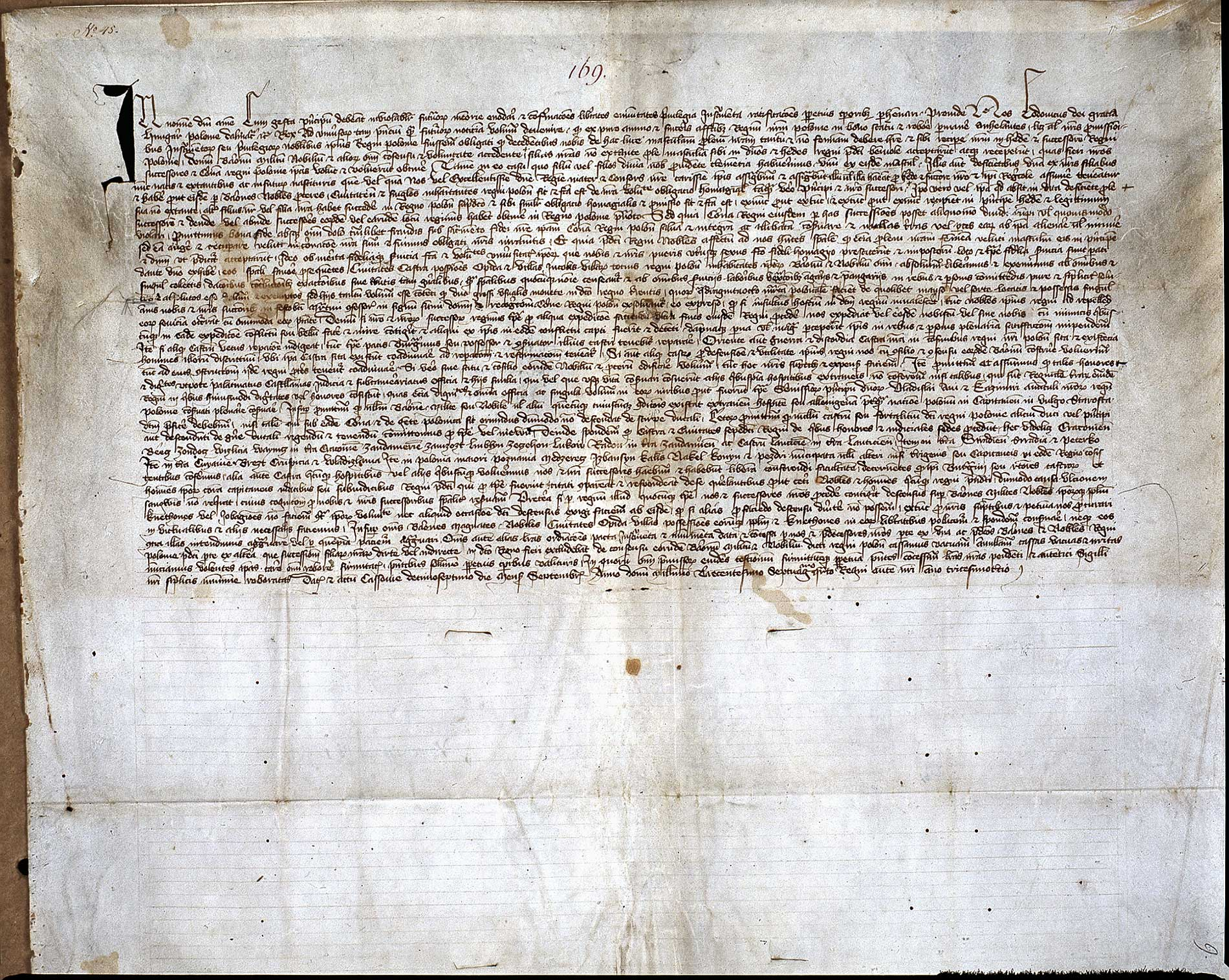
Przywilej koszycki

Przywilej koszycki (przywilej generalny) – przywilej nadany 17 września 1374 roku polskiej szlachcie przez króla Ludwika Węgierskiego w Koszycach w zamian za uznanie przez szlachtę praw do korony polskiej jednej z jego córek (w dokumencie nie wymieniono której, ostatecznie była to jednak młodsza  córka Ludwika, Jadwiga Andegaweńska a także dla innych swoich dzieci w razie jej bezpotomnej śmierci. Przywilej ten był prawną kontynuacją przywileju w Budzie, w którym ustanowiono generalną zasadę dziedziczenia po sobie Kazimierza Wielkiego i Ludwika Węgierskiego (umowa o przeżycie).
Dzięki temu przywilejowi, szlachta zyskała wpływ na wybór następcy tronu. W zamian władca zobowiązał się do nienadawania żadnej z istotnych godności i zaszczytów „przybyszom i obcym, lecz tylko mieszkańcom ziem królestwa”, do zagwarantowania niepodległości i całości królestwa nie tylko samej szlachcie, ale również  całemu narodowi polskiemu.
Szlachta uzyskała następujące przywileje: 
- ustanowienie jednego podatku w wysokości 2 groszy od domu lub osady (podymne), zmniejszone z 12 groszy z łana
- zobowiązanie do nieustanawiania nowych podatków bez zgody rycerstwa (z wyjątkiem stałego podatku);
- zwolnienie od obowiązku budowy i naprawy zamków (z wyłączeniem sytuacji, gdy odbudowy wymagałyby zagrożone wojną umocnienia pograniczne na Rusi Halickiej lub gdy na budowę nowego zamku wyraziłaby zgodę cała szlachta);
- urzędy tylko dla Polaków (np. starosta), urzędy grodzkie (kasztelan) dla szlachty danej dzielnicy, dodatkowo urzędy te nie mogły być dziedziczne; współwłaścicielami stawała się cała szlachta;
- zwolnienie szlachty z obowiązku utrzymywania dworu królewskiego w czasie jego podróży po kraju;
- obowiązek wykupu z niewoli szlachcica i sołtysa stających do wyprawy wojennej. Przywilej koszycki stanowił również wyraźnie o obowiązku służby przez szlachtę na rzecz Królestwa – Polski, co wyrażało w następujących słowach – zapisanych  w przywileju „gdyby nastąpił napad nieprzyjaciół na rzeczone [czyli polskie] królestwo, wówczas szlachta królewska winna całą mocą pospieszyć dla odwrócenia gwałtów”[1].  Za wyprawy zagraniczne, szlachta miała otrzymywać wynagrodzenie.

Pakt koszycki był przywilejem generalnym, czyli rozciągał się na cały kraj i odnosił się tylko do szlachty (nie obejmował chłopów, mieszczan oraz duchowieństwa, które później otrzymało od Ludwika osobne przywileje).
Przywilej ten częściowo ograniczał władzę króla na rzecz stanu szlacheckiego. Gdy władca miał przyjechać do szlachcica lub rycerza, musiał płacić z własnych pieniędzy za wyżywienie. Zobowiązywał również władcę do nienadawania żadnych istotnych godności i zaszczytów "przybyszom i obcym, lecz tylko mieszkańcom ziem królestwa, w których tego rodzaju godności i zaszczyty istnieją".
Dotychczas przywilej koszycki był błędnie interpretowany w odniesieniu do ustanowienia podatku od łanu, o którym tekst milczy. Użyte są natomiast słowa wyraźnie mówiące o domu i o osadzie. Przywilej ten ustanawiał więc podatek podymny, a nie łanowy. Również nie jest prawdą utarte dotychczas przekonanie, że ustanawiał obciążenia podatkowe wobec Kościoła. W zakresie polityki monetarnej przywilej odwoływał się do marki polskiej (grzywny krakowskiej) wprowadzonej przez Kazimierza Wielkiego (wskazuje się bowiem w tekście na ilość mniejszych jednostek - groszy - w jednostce większej, a jest ich 48, co charakteryzuje markę (grzywnę) polską, w przeciwieństwie do 60 groszy wchodzących w skład grzywny praskiej).
Przywilej koszycki umożliwił wybór władczyni królestwa Jadwigi Andegaweńskiej, przyszłej żony Władysława Jagiełły.